# Геологорозвідка (Абзеліловський район)
Геологорозві́дка (рос. Геологоразведка, башк. Геологоразведка) — присілок (колишнє селище) у складі Абзеліловського району Башкортостану, Росія. Входить до складу Ташбулатовської сільської ради.
Населення — 350 осіб (2010; 298 в 2002).
Національний склад:
- башкири — 64%
- росіяни — 30%